# Lagoa Formosa
Lagoa Formosa este un oraș în Minas Gerais (MG), Brazilia.